# Podplečí

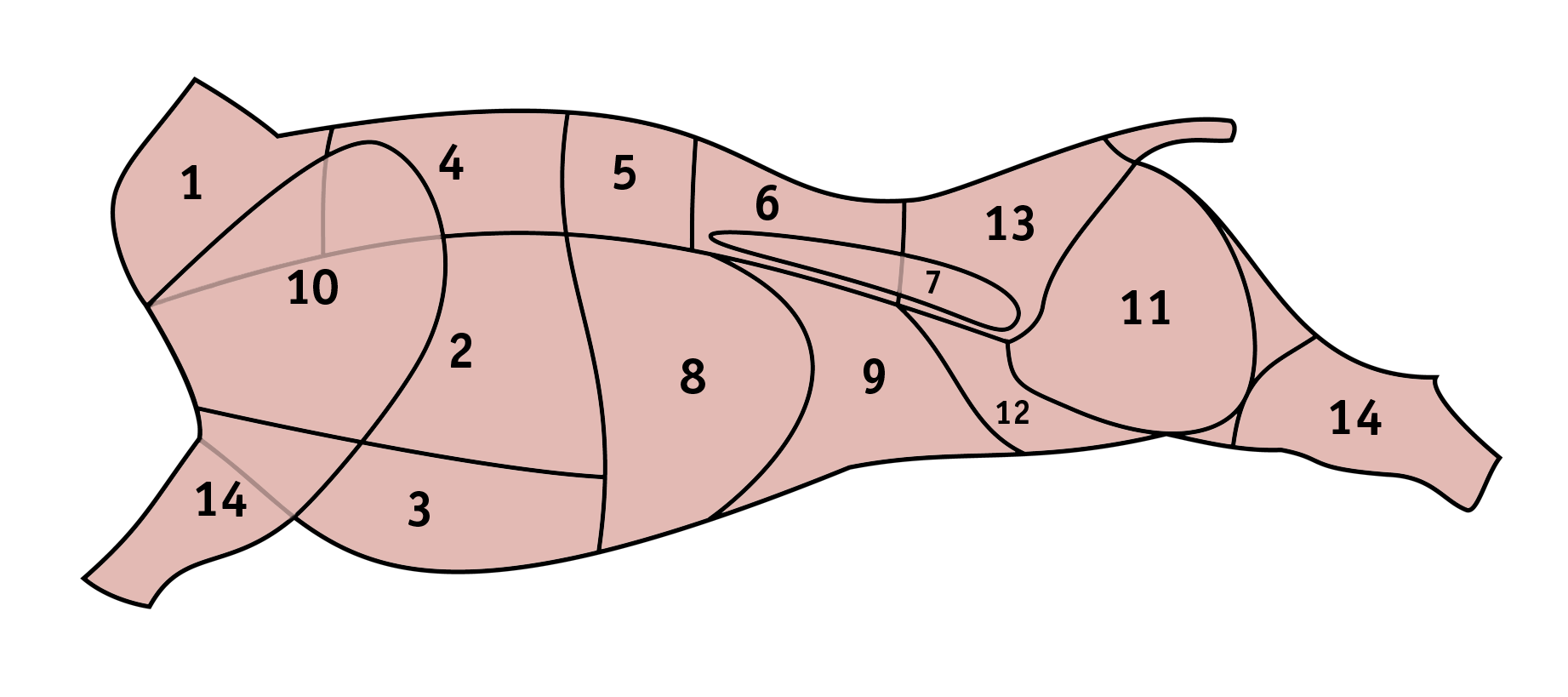
Schematické znázornění dílů hovězího masa - podplečí pod číslem 4

Podplečí je část jatečně opracovaného trupu jatečného skotu a ovcí, jedná se o součást přední čtvrtě. U skotu jsou podkladem masa poloviny prvních pěti hrudních obratlů s obratlovými konci žeber, lopatková chrupavka a kohoutková část šíjového vazu. V případě hovězího masa se jedná o středně hodnotné části, maso je středně kvalitní, vhodné k dušení a vaření.
Svalovina je tvořena především trapézovým svalem (m. trapezius, pars cervicalis), hrudním a krčním svalem (m. longissimus cervicis, m. longissimus thoracis), pilovitým svalem (m. serratus ventralis thoracis), dlouhým krčním svalem (m.longus colli) a krátkými svaly páteře (m.spinalis et semispinalis thoracis, m. semispinalis capitis). Dále pak meziobratlovými svaly a dalšími svaly v příslušné tělní krajině. U skotu živé hmotnosti 500 kg tvoří podplečí na hovězí půlce asi 6,0 kg masa.
U jatečných ovcí a jehňat začíná podplečí, neboli šrůtka, 6. krčním obratlem a končí 6. hrudním obratlem.